# 避孕海绵
避孕海绵是一種合併了屏障法及殺精劑的避孕裝置，使用方式類似衛生棉條，於性交前塞入陰道中，並且將其蓋住子宮頸，以拒絕精子進入子宮；避孕海绵中含有殺精劑，可以避免精子移動。其避孕效果不如口服避孕藥或者子宮內避孕器，而且無法防止性傳染疾病的傳播。
避孕海绵在市面上包括三個品牌：Pharmatex、Protectaid及Today。Pharmatex在法國及加拿大魁北克省販售，Protectaid在加拿大其他地區及歐洲販售，Today則在美國販售。

## 效果
Today牌避孕海绵的製造商認為若正確且持續地使用，其避孕效果可到89%至91%，若沒有在每次性交時都依指示正確使用，避孕效果約有84%至89%。其他資料來源則有已生產過婦女的數據，正確使用時避孕效果約有74%，一般使用則約有68%。
Protectaid牌避孕海绵的研究結果指出其避孕效果約有77%至91%。
Pharmatex牌避孕海绵的研究結果發現若正確使用，其避孕效果可達每年99%，一般使用的避孕效果約有每年81%。 避孕海绵可以和其他避孕方式（如保險套）一起使用，以提高避孕效果。

## 用法
若要使用Today牌的避孕海绵，需在完全濕潤的條件下穿載，約需加入兩湯匙的水。水是作為海绵內殺精劑活化的機制，不需額外加入殺精劑。另外二個牌子則是開封後即可使用。
海绵可以在性交前24小時放入體內，性交後需在置於體內六小時以上，在體內的時間不得超過30小時。
使用過的避孕海绵若已從陰道中取出，不可再重覆使用。

## 歷史
自從引進之後，避孕海绵有一段時間在特定地區是無法取得的。現在藉著網路購物，在其正常的銷售地區外也可以買到。

### Today牌
Today牌的避孕海绵在1976年開發，在1983年引進美國，在1994年後一度退出美國市場，後在2003年3月在加拿大重新販售，在2005年9月在美國重新販售。2007年製造商破產，產生一度下架，後來在2009年又重新上市。

### Pharmatex牌
Pharmatex牌的避孕海绵在1984年引進法國及加拿大的魁北克。

### Protectaid牌
Protectaid牌的避孕海绵是在1996年引進加拿大，2000年引進歐洲。

## 殺精劑
避孕海绵是物理性的屏障，不讓精子穿過子宮頸進入子宮。殺精劑也是一項重要的避孕方式的。各家用的殺精劑也有所不同。
Today牌的海绵含有1,000mg的壬苯醇醚-9，  Protectaid牌的海绵含有5,000 mg的F-5凝膠，其中有三種有效成份（6.25 mg 的壬苯醇醚-9，6.25 mg苯扎氯铵及25 mg的胆酸钠），Pharmatex牌的海绵則含有60 mg的苯扎氯铵。

## 副作用
有些人會對避孕海绵中的殺精劑過敏。女性使用避孕海绵會增加念珠菌症及尿道感染的風險。不正確的使用（如留在體內太久）可能會造成中毒性休克綜合徵。
Today牌的海绵含有殺精劑壬苯醇醚-9，會刺激組織，對於一天使用數次的人，或是可能有HIV的人而言，可能會增加HIV或其他性傳染疾病的風險。

## 美國流行文化
- 在避孕海绵進入美國不久之後，情景喜剧《宋飞传》就有一集的名稱是「The Sponge」，在這一集中伊萊恩（Elaine Benes）節約使用僅有的避孕海绵，因此除非確認其對象「值得使用避孕海绵」，否則拒絕進行性行為[14]。
- 在電影《獨領風騷》中，戴歐妮（Dionne）和泰（Tai）討論性行為，Dionne告訴Tai即使在水中發生性行為，避孕海绵仍有避孕作用。
- 在電視節目《我的青春期（英语：My So-Called Life）》中，醫生告訴安潔拉若想發生性行為，建議使用避孕海绵。

## 外部連結
- Contraceptive Pills （页面存档备份，存于） – rqeeqa.com
- Spongeworthiness – Salon.com
- The Contraceptive Sponge （页面存档备份，存于） – DrDonnica.com
- Contraceptive Sponges (Today / Protectaid / Pharmatex) – FAQ thread on Ovusoft.com message boards